# Station Hämelerwald
Station Hämelerwald (Bahnhof Hämelerwald) is een spoorwegstation in de Duitse plaats Hämelerwald, in de deelstaat Nedersaksen. Het station ligt aan de spoorlijn Hannover - Braunschweig.

## Indeling
Het station beschikt over één zijperron en één eilandperron, die niet zijn overkapt, maar voorzien van abri's. De perrons zijn te bereiken via een fiets- en voetgangerstunnel, die ook de straten Brückendamm en Sternstraße verbindt. Aan de zuidzijde bevinden zich een parkeerterrein, een fietsenstalling en een bushalte.

## Verbindingen
De volgende treinseries doen het station Hämelerwald aan:
| Serie | Treinsoort                       | Route | Bijzonderheden                      |
| ----- | -------------------------------- | --- | ----------------------------------- |
| RE 60 | Regional-Express (Westfalenbahn) | Rheine – Osnabrück Hbf – Bünde (Westf) – Löhne (Westf) – Bad Oeynhausen – Minden (Westf) – Hannover Hbf – Lehrte – Hämelerwald – Braunschweig Hbf | Ems-Leine-Express 1x per twee uur   |
| RE 70 | Regional-Express (Westfalenbahn) | Bielefeld Hbf – Herford – Löhne (Westf) – Bad Oeynhausen – Minden (Westf) – Hannover Hbf – Lehrte – Hämelerwald – Braunschweig Hbf                | Weser-Leine-Express 1x per twee uur |

Hannover Hbf ·
Hannover-Kleefeld ·
Hannover Karl-Wiechert-Allee · 
Hannover-Anderten-Misburg ·
Ahlten (Han) ·
Lehrte ·
Hämelerwald ·
Vöhrum ·
Peine ·
Woltorf ·
Sierße ·
Vechelde ·
Groß Gleidingen ·
Broitzem ·
Braunschweig Hauptbahnhof